# 小頭白肋脂鯉
小頭白肋脂鯉，為輻鰭魚綱脂鯉目脂鯉亞目脂鯉科的其中一個種。分布於南美洲哥倫比亞 Dique de Cartagena,、Departamento Atlantico淡水流域，體長可達3.6公分，棲息在底中層水域，生活習性不明。